# Исаев, Вугар Мирзаханович
Вугар Мирзаханович Исаев (род. 19 мая 1968 года, Баку, Азербайджан) — предприниматель, основатель, президент и единственный (с 2004 года) владелец сети розничных магазинов одежды и аксессуаров «Снежная королева», руководитель ассоциации МКТ (Ассоциация торговых компаний и импортеров одежды из меха, кожи и текстиля), а также Членом Президиума АКОРТ (Ассоциации компаний розничной торговли).

## Биография
Вугар Исаев родился 19 мая 1968 года в Баку (Азербайджан). У него есть брат, Ильхам Исаев. В 1990 году окончил Московский физико-технический институт (МФТИ) по специальности «Прикладная математика и физика». С 1990 года по 1995 год обучался в аспирантуре Физического института имени П. Н. Лебедева Российской академии наук.

## Предпринимательская деятельность
В 1998 году вместе с Денисом Кулиевым основал компанию «Снежная королева», позиционирующей себя как специализированный магазин по продаже верхней одежды из кожи и меха, первый из которых был открыт в Москве в тот же год. В 2004 году, после расхождения взглядов с партнером на дальнейшие планы развития бизнеса, Вугар Исаев стал единственным владельцем сети магазинов «Снежная Королева», значительно расширив ассортимент за счет добавления сегмента повседневной мужской и женской одежды из текстиля и трикотажа различных торговых марок. К 2007 году, после смены формата, «Снежная Королева» стала владеть 23 магазинами в 14 городах, контролируя около 10-12 % общероссийского рынка и 40 % — московского. К 2012 году оборот компании оценивался в 16 млрд руб.
В 2006 году журнал «Финанс» оценил состояние Вугара Исаева в 1 млрд рублей и включил его в рейтинг российских миллиардеров. В 2007 году Исаев получил премию «За создание успешного российского бренда, вклад в развитие российской экономики и общества». С 2016 года предприниматель также является постоянным спикером Академии ритейла. В 2017 году Вугар Исаев вошел в список самых влиятельных людей российской моды по версии журнала SNC, заняв 14-ю строчку. Предпринимателя отметили, как главного мехового ретейлера России, который обходит по масштабам и выручке всех конкурентов-меховщиков.